# Sergei Wladimirowitsch Kriwokrassow
Sergei Wladimirowitsch Kriwokrassow (russisch Сергей Владимирович Кривокрасов; * 15. April 1974 in Angarsk, Russische SFSR, Sowjetunion) ist ein ehemaliger russischer Eishockeyspieler und derzeitiger -trainer.

## Karriere
Während seiner sowjetischen Zeit spielte er bei HK ZSKA Moskau. Beim NHL Entry Draft 1992 war er in der ersten Runde an zwölfter Stelle durch die Chicago Blackhawks ausgewählt worden. 1992 wechselte er dann zu den Hawks in die National Hockey League. Weitere Stationen seiner Karriere in der NHL waren Nashville Predators, Calgary Flames, Minnesota Wild und Mighty Ducks of Anaheim. 2002 kehrte er nach Russland zurück und spielte seitdem in der russischen Liga. Die letzte Saison 2006/07 verbrachte er bei Metallurg Nowokusnezk.
1992 wurde er nach dem Zerfall der Sowjetunion zuerst Mitglied des Vereinten Teams und danach der russischen Eishockeynationalmannschaft. Seine internationale Karriere wurde mit der Silbermedaille 1998 gekrönt. 1998 wurde er in die „Russische Hockey Hall of Fame“ aufgenommen.
Im März 2010 wurde er zum Cheftrainer des russischen Zweitligisten Jermak Angarsk ernannt.

## Sportliche Erfolge

### Persönliche Auszeichnungen
- 1991 Silbermedaille bei der Junioren-Europameisterschaft
- 1992 Goldmedaille bei der Junioren-Weltmeisterschaft
- Teilnahme am NHL All-Star Game: 1999
- 2004 Russischer Meister mit HK Awangard Omsk